# Jonas Lars Zethelius
Jonas Lars Zethelius, född 1740 i Ulrika Eleonora församling, Stockholm, död 9 januari 1799 i Vassunda församling, Uppsala län, var en svensk präst.

## Biografi
Jonas Lars Zethelius 1740 i Ulrika Eleonora församling och döptes 30 september i församlingen. Han var son till garverifabrikören Lars Zethelius och Maria Christina Åkerman. Zethelius blev 22 oktober 1759 student vid Uppsala universitet och var medlem i Stockholms nation. Han blev 27 februari 1767 vice kollega i Klara trivialskola och 2 november 1767 ordinarie kollega. Zethelius prästvigdes 16 maj 1771 till pastorsadjunkt i Ulrika Eleonora församling och avlade 16 maj 1771 pastoralexamen i Uppsala. Han var från 4 november 1777 till 30 april 1778 vice pastor i församlingen och blev 23 november 1779 komminister i församlingen, tillträdde 1 maj 1780. Zethelius blev 3 augusti 1787 kyrkoherde i Vassunda församling, tillträdde 1 maj 1786. Han avled 1799 i Vassunda församling.

## Familj
Zethelius gifte sig 29 april 1787 i Ulrika Eleonora församling med Anna Catharina Christiansson (1743–1826).